# 오메가 맨
《오메가 맨》(The Omega Man)은 미국에서 제작된 보리스 세걸 감독의 1971년 종말물 액션, SF, 스릴러 영화이다. 찰톤 헤스톤 등이 주연으로 출연하였고 월터 셀저 등이 제작에 참여하였다.
오메가 맨은 Matheson의 소설의 두 번째 각색 작품이다. 첫 번째 각색 작품은 1964년 영화 지상 최후의 사나이이다.

## 출연

### 주연
- 찰톤 헤스톤

### 조연
- 안소니 저브
- 로자린드 캐쉬

## 기타
- 원작자: 리처드 매드슨
- 미술: 월터 M. 시몬즈

## 같이 보기
- 생존 영화